# Моносзон, Наум Абрамович
Наум Абрамович Моносзо́н (1913 — 1998) — советский инженер-электрофизик. Лауреат Ленинской премии.

## Биография
Родился 8 (21 ноября) 1913 года в Пирятине (ныне Полтавская область, Украина). Окончил ЛПИ имени М. И. Калинина (1938). В 1938—1941 и 1944—1946 годах работал на заводе «Электросила» в Ленинграде.
В 1941—1944 годах служил в РККА. С 1946 года — начальник научно-исследовательского расчётно-конструкторского отделения (НИРКО-Б) НИИ электрофизической аппаратуры.
Доктор технических наук (1963), профессор (1965). Специалист в области электромагнитных систем питания электрофизических установок. Участвовал в исследованиях высокотемпературной и термоядерной плазмы на установках «Токамак», руководил расчётами магнитной системы ускорителя.
Автор 30 изобретений.
С 1986 года на пенсии. Во второй половине 90-х уехал к дочери в США, жил в Анн-Арборе (штат Мичиган), где и умер.

## Награды
- Сталинская премия третьей степени (1949) — за разработку конструкции и освоение производства электрических машин
- Сталинская премия второй степени (1951) — за участие в проектировании, разработке и изготовлении элементов мощного синхроциклотрона.
- Ленинская премия (1959) — за создание синхрофазотронов на 10 000 000 000 эВ
- Государственная премия СССР (1971) — за цикл работ «Получение и исследование высокотемпературной термоядерной плазмы на установках „Токамак“»
- три ордена Трудового Красного Знамени
- орден «Знак Почёта»
- Орден Отечественной войны II степени (6.4.1985)